# Thalictrum ramosum
Thalictrum ramosum là một loài thực vật có hoa trong họ Mao lương. Loài này được B. Boivin miêu tả khoa học đầu tiên năm 1945.